# 中国人民解放军第五十八军
中国人民解放军第五十八军是中国人民解放军的一个军。

## 历史
1948年9月1日，根据中共中央军委的指示，晋冀鲁豫军区冀南军区组建晋冀鲁豫野战军第十纵队：
- 司令员王宏坤
- 政治委员刘志坚
- 副司令员孔庆德
- 副政治委员赵紫阳
- 参谋长靖任秋
- 政治部主任张力之
- 第28旅 旅长杨秀昆，政委杨树根
- 第29旅
- 第30旅

1947年年底南下大别山，改编为桐柏军区。
1949年2月中旬，桐柏军区改编组建中国人民解放军第五十八军：
- 军长孔庆德 政委方正平，副军长杨秀昆，副政委兼政治部主任张力之，参谋长张西三
- 第172师：师长杨秀昆兼，政委李福尧，副师长胡玉堂/张世盖，参谋长张梅，政治部主任冯子华。
- 第173师：师长李定灼、政委吴罡、副师长赵北源、参谋长高希曾、政治部主任王大华。
  - 第517团：襄阳独立团为基础及南阳、新野地方武装组建。
  - 第518团：汉南八十六团补充地方武装组建。
  - 第519团：桐柏三分区独立一团补充邓南、邓北地方武装组建。
- 第174师：在唐河以桐柏一分区机关组建。师长何济林，政委贺亦然，副师长田心，参谋长刘始明，政治部主任浦通修。
  - 第520团：以十纵29旅87团补充唐河、泌阳武装组建
  - 第521团：十纵29旅85团。
  - 第522团：十纵30旅90团，随北一连补充一营，唐南、枣阳各2个连组建第三营。

1949年5月，第172师改为湖北军区独立第四师。第173师、174师拨归河南军区建制。1949年7月28日第五十八军机关并入河南军区机关。湖北军区独立第四师师部驻咸宁贺胜桥，指挥十二、十三团在阳新、通山、通城、大冶剿匪；十一团驻武昌为武汉市警备司令部第五警备大队。1950年7月下旬，第174师及河南军区独立第15团调归广西军区接替北上河南省备战入朝的第三十九军第115师任务，第174师机关并入宜山军分区机关。1950年10月25日，第173师机关调中南军区海军，517、518团调归南阳军分区，519团调归商丘军分区。